# Oud-Heverlee
Oud-Heverlee is een Belgische gemeente in het arrondissement Leuven in de Vlaamse provincie Vlaams-Brabant. De gemeente telt ruim 11.000 inwoners. Oud-Heverlee is gelegen nabij de taalgrens.

## Toponymie
Het toponiem Heverlee komt van hever, dat "geitenbok" betekent, en van lee of lo, dat "bosje" betekent. Heverlee is dus een bosje waar veel bokken lopen.
Het voorvoegsel Oud duidt op het feit dat het dorp ouder is dan het nabijgelegen Heverlee, tegenwoordig een deelgemeente van Leuven. Een andere verklaring zou evenwel kunnen zijn dat "Oud" verkeerdelijk is vertaald uit het Franse "Haut", in dit geval is Oud-Heverlee het deel van Heverlee dat stroomopwaarts ligt.
De archieven tonen alleszins aan dat de meest gebruikelijke benaming tijdens het ancien régime Hout Heverle was, terwijl oudt de meest courante schrijfwijze voor "oud" was.

## Geschiedenis
In de overgangszone tussen het Kolenwoud en de Dijlevallei ontwikkelden zich in de loop der tijden verschillende dorpen. Met zekerheid is geweten dat de Sint-Annakerk van Oud-Heverlee omstreeks de 11de eeuw gebouwd werd. Sindsdien heeft deze, evenzo als de andere woonkernen van de gemeente, terrein veroverd op het immense woud dat ooit de Dijlevallei bedekte.
Tijdens de Tweede Wereldoorlog, op 30 juli 1943, werd Oud-Heverlee opgeschrikt door een aanslag op een Duits militair transport. Een spoorwegbrug werd door leden van het Leuvens verzet (onder leiding van Pierre-Charles Hermans) opgeblazen. Een aankomend treinkonvooi uit Leuven, met Duitse soldaten aan boord, stortte vervolgens in de afgrond. Slachtoffers waren voornamelijk Duitse soldaten en onderofficieren, maar ook 2 Belgische machinisten kwamen om. Schattingen over het exacte aantal doden lopen echter uiteen van een 10-tal tot ±300 doden.
De fusiegemeente Oud-Heverlee is ontstaan op 22 februari 1977 tijdens de fusie van de toen zelfstandige gemeenten Oud-Heverlee, Blanden, Vaalbeek, Haasrode en Sint-Joris-Weert. Bij die gelegenheid ging een deel van het grondgebied van Blanden en Haasrode over naar Leuven (de huidige industriezone Haasrode).

## Geografie
De gemeente ligt in de landstreek Dijleland, en telt naast Oud-Heverlee zelf nog vier andere woonkernen, met name Blanden, Haasrode, Sint-Joris-Weert en Vaalbeek. De totale bebouwde oppervlakte van de gemeente bedraagt 24,48%, het landbouwgebied 32,43% en bossen beslaan 38,31%. De overige 4,78% hebben een diverse functie.

### Deelgemeenten
| # | Naam             | Opp. (km²) | Inwoners (2020) | Inwoners per km² | NIS-code |
| - | ---------------- | ---------- | --------------- | ---------------- | -------- |
| 1 | Oud-Heverlee     | 7,56       | 3.293           | 436              | 24086A   |
| 2 | Blanden          | 4,14       | 2.507           | 606              | 24086C   |
| 3 | Haasrode         | 12,90      | 2.973           | 230              | 24086D   |
| 4 | Sint-Joris-Weert | 3,99       | 1.916           | 480              | 24086E   |
| 5 | Vaalbeek         | 2,59       | 396             | 153              | 24086B   |

## Demografische ontwikkeling

### Demografische evolutie deelgemeente voor de fusie
- Bronnen:NIS, Opm:1831 tot en met 1970=volkstellingen, 1976= inwonersaantal op 31 december

### Demografische ontwikkeling van de fusiegemeente
Alle historische gegevens hebben betrekking op de huidige gemeente, inclusief deelgemeenten, zoals ontstaan na de fusie van 1 januari 1977.
- Bronnen:NIS, Opm:1831 tot en met 1981=volkstellingen; 1990 en later= inwonertal op 1 januari

| Inwoners van jaar tot jaar op 1 januari 1992 tot heden | Inwoners van jaar tot jaar op 1 januari 1992 tot heden | Inwoners van jaar tot jaar op 1 januari 1992 tot heden |
| jaar                                                   | Aantal                                                 | Evolutie: 1992=index 100                               |
| ------------------------------------------------------ | ------------------------------------------------------ | ------------------------------------------------------ |
| 1992                                                   | 10.151                                                 | 100,0                                                  |
| 1993                                                   | 10.221                                                 | 100,7                                                  |
| 1994                                                   | 10.289                                                 | 101,4                                                  |
| 1995                                                   | 10.366                                                 | 102,1                                                  |
| 1996                                                   | 10.436                                                 | 102,8                                                  |
| 1997                                                   | 10.443                                                 | 102,9                                                  |
| 1998                                                   | 10.484                                                 | 103,3                                                  |
| 1999                                                   | 10.474                                                 | 103,2                                                  |
| 2000                                                   | 10.522                                                 | 103,7                                                  |
| 2001                                                   | 10.624                                                 | 104,7                                                  |
| 2002                                                   | 10.640                                                 | 104,8                                                  |
| 2003                                                   | 10.605                                                 | 104,5                                                  |
| 2004                                                   | 10.725                                                 | 105,7                                                  |
| 2005                                                   | 10.780                                                 | 106,2                                                  |
| 2006                                                   | 10.863                                                 | 107,0                                                  |
| 2007                                                   | 10.861                                                 | 107,0                                                  |
| 2008                                                   | 10.939                                                 | 107,8                                                  |
| 2009                                                   | 10.994                                                 | 108,3                                                  |
| 2010                                                   | 11.043                                                 | 108,8                                                  |
| 2011                                                   | 10.994                                                 | 108,3                                                  |
| 2012                                                   | 11.046                                                 | 108,8                                                  |
| 2013                                                   | 10.985                                                 | 108,2                                                  |
| 2014                                                   | 10.986                                                 | 108,2                                                  |
| 2015                                                   | 10.989                                                 | 108,3                                                  |
| 2016                                                   | 10.973                                                 | 108,1                                                  |
| 2017                                                   | 11.095                                                 | 109,3                                                  |
| 2018                                                   | 11.099                                                 | 109,3                                                  |
| 2019                                                   | 11.112                                                 | 109,5                                                  |
| 2020                                                   | 11.088                                                 | 109,2                                                  |
| 2021                                                   | 11.209                                                 | 110,4                                                  |
| 2022                                                   | 11.470                                                 | 113,0                                                  |
| 2023                                                   | 11.545                                                 | 113,7                                                  |
| 2024                                                   | 11.474                                                 | 113,0                                                  |
| 2025                                                   | 11.406                                                 | 112,4                                                  |

## Bezienswaardigheden

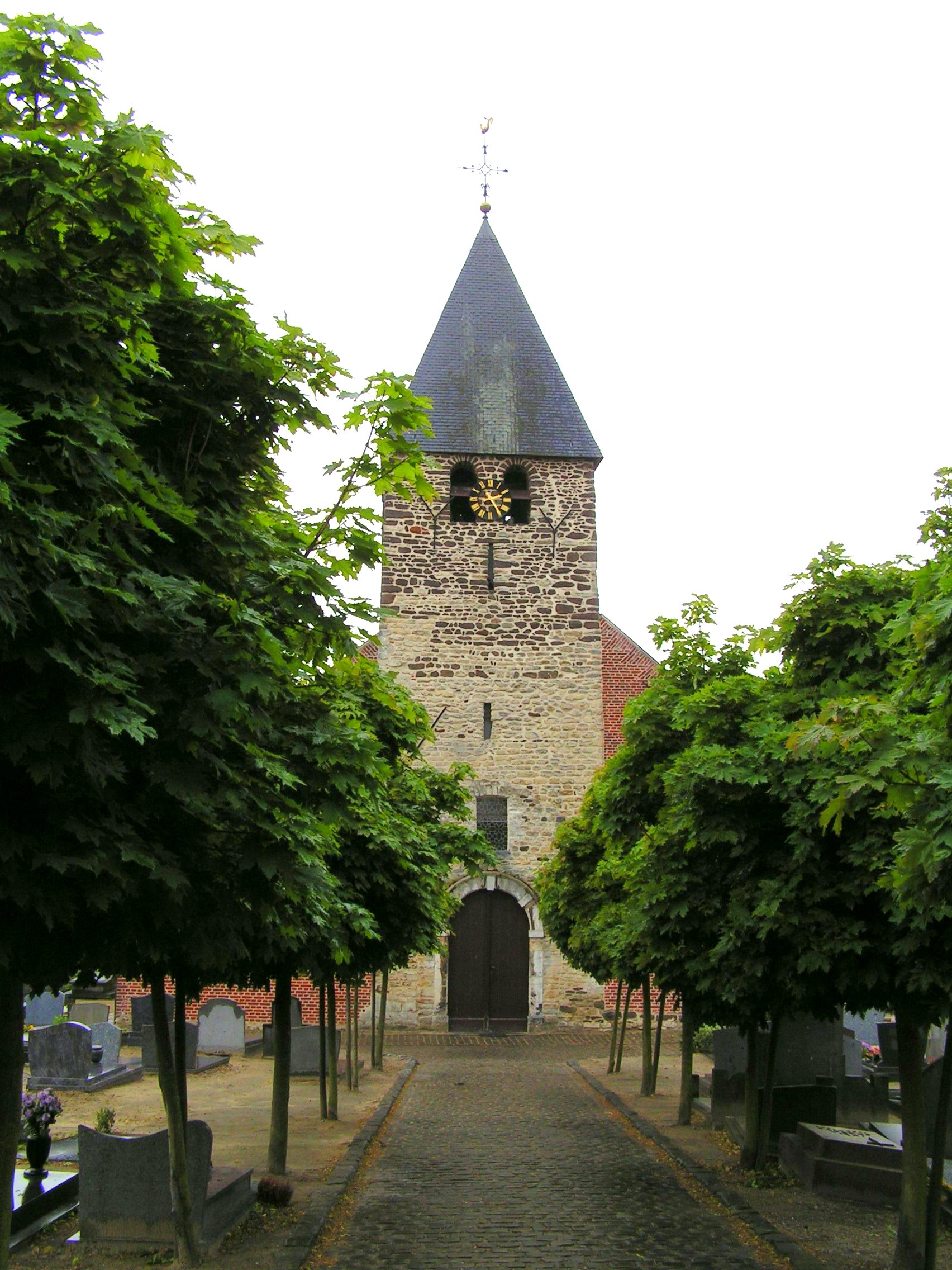
Sint-Annakerk

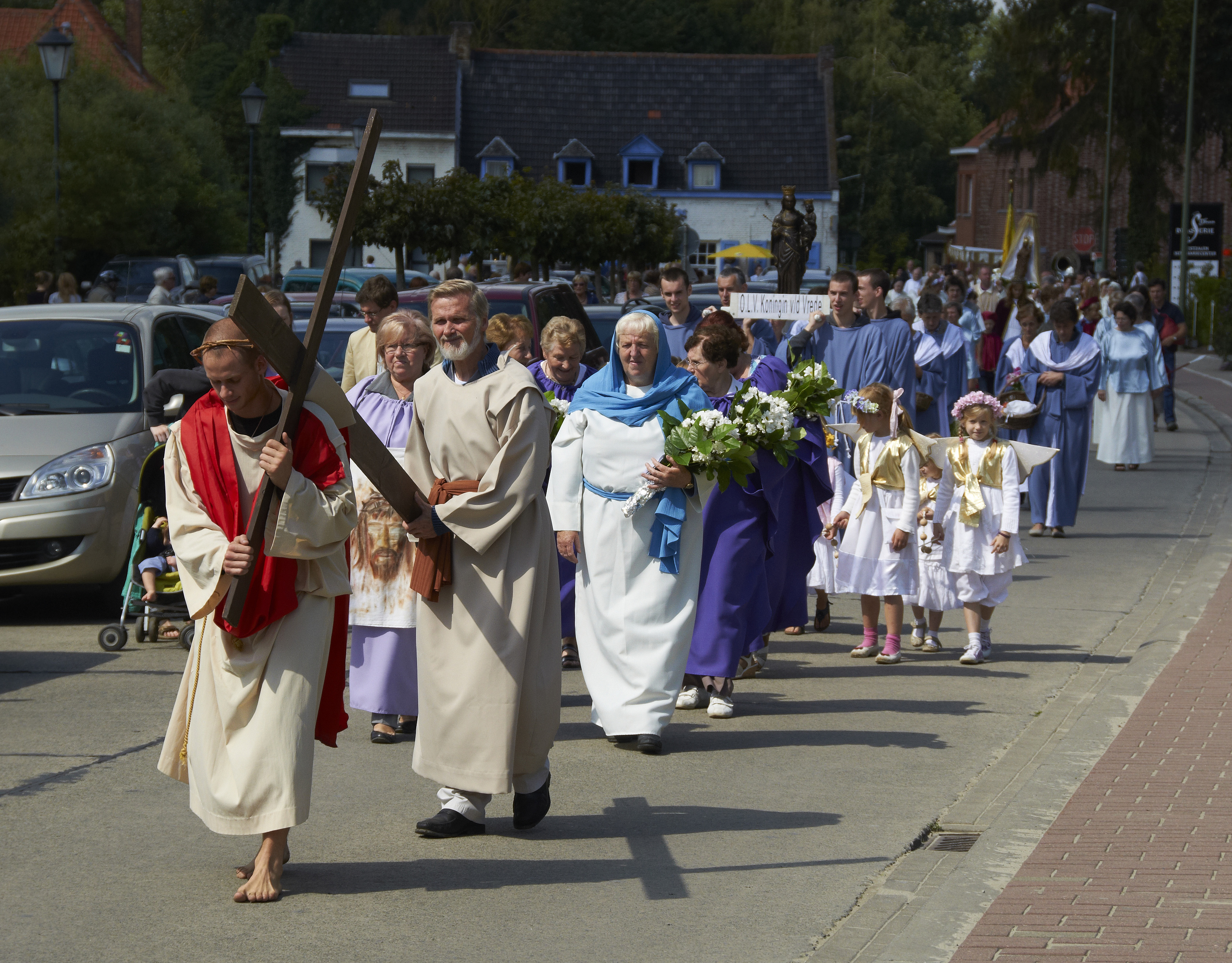
Processie O.L.V. van Steenbergen, bij Zoet Water te Oud-Heverlee

De plaats heeft een relatief rijk historisch patrimonium, met gebouwen als:
- De romaanse Sint-Annakerk
- De barokke "Onze-Lieve-Vrouw van Steenbergenkapel".[3]
- Het Spaans dak is een van de oudste burgerlijke woningen van de gemeente en dateert uit de 16de eeuw en was de residentie van de Heerlijkheid van Steenbergen.
- De art-nouveaupanden in de nabijheid van het oude tramstation te Sint-Joris-Weert
- De Minnebron bij Zoet Water
- De camouflagebunkers LW7 en LW8 die deel uitmaakten van de KW-linie. Een van de bunkers is tegenwoordig een schuiloord voor vleermuizen.[4]

## Natuur en landschap

Uitzicht vanaf de vogelkijktoren ten noorden van Oud-Heverlee

Oud-Heverlee ligt op het Brabants Plateau op een hoogte van 26-75 meter. De belangrijkste waterloop is de Dijle met zijriviertjes als Leigraaf en Leibeek en diverse vijvers.
Ondanks het feit dat de gemeente in de onmiddellijke nabijheid van het stedelijk gebied Leuven is gelegen heeft de gemeente een uitzonderlijk groen karakter. Meer dan 40 % van haar grondgebied bestaat uit bossen, waaronder het Meerdaalbos, het Egenhovenbos en het Heverleebos. Samen vormen zij een bosdomein van 2071 hectaren, en zijn ze een restant van het Kolenwoud dat ooit geheel Midden-België bedekte. In het bos liggen de Minnebron, Hertebron, Kluisbron en de Borrebron. De meest voorkomende boomsoorten zijn beuk (30%), grove den (17%), zomereik (12%) en Amerikaanse eik (10%).
De Vijvers van Oud-Heverlee zijn een Vlaams Natuurreservaat.
Het natuurreservaat de Doode Bemde bevindt zich gedeeltelijk in de gemeente.

## Cultuur

### Bibliotheek en erfgoed
- Oud-Heverlee beschikt over twee bibliotheken[7]: de hoofdbibliotheek in Haasrode en het bibliotheekfiliaal Roosenberg aan de vijvers van Oud-Heverlee. De bibliotheken maken deel uit van een slim (bibliotheek)netwerk en beschikken over een inleverbus.
- Erfgoed Meerdael is de geschied- en heemkundige kring van de gemeente Oud-Heverlee.

### Recreatie
- Het Zoetwaterpark[8] omvat de hierboven vernoemde bossen, het cultureel centrum 'De Roosenberg' en de 'kapel van Steenbergen'.
- Jeugdverblijfcentrum De Kluis, gevestigd in het voormalig boswachtershuis ‘La retraite’.

### Evenementen
- De Processie O.L.V. van Steenbergen te Zoet Water.
- Zomerfeest Oud-Heverlee (eerste weekend september).[9][10]
- Oud-Heverlee Kunstroute (laatste weekend september).

### Lokale media
- Dorpskrant Achter d'Oechelen.[11]
- Lokaal radiostation "Radio Retro Oud-Heverlee".

### Streekproducten
In de gemeente wordt de Chardonnay Meerdael naar aloude traditie gebrouwen. Het betreft een mousserende wijn gemaakt van de (witte) Chardonnaydruif. De wijngeschiedenis van de gemeente en de omliggende streek gaat terug tot 1121 toen Hertog Godfried I van Leuven op de zuidhelling van de burcht wijnranken liet aanplanten. De Oud-Heverleese wijncultuur wordt gekenmerkt door periodes van verval en bloei, zo verdween omstreeks de tweede helft van de 16de eeuw deze traditie nagenoeg geheel.

## Religie en levensbeschouwing
Voor de Rooms-Katholieke Kerk ligt Oud-Heverlee in de federatie Bierbeek - Oud-Heverlee, die op haar beurt deel uitmaakt van het dekenaat Bierbeek in het vicariaat Vlaams-Brabant en Mechelen van het Aartsbisdom Mechelen-Brussel. De gemeente wordt onderverdeeld in vijf parochies, met als kerken:
- De Sint-Jan-Evangelistkerk te Blanden
- De Onze-Lieve-Vrouwekerk te Haasrode
- De Sint-Annakerk in de deelgemeente Oud-Heverlee
- De Sint-Joriskerk te Sint-Joris-Weert
- De Maria Magdalenakapel te Vaalbeek

Daarnaast bevindt zich in de gemeente ook nog de Onze-Lieve-Vrouw van Steenbergenkapel en de Rooikapel (Blanden).

## Mobiliteit

### Openbaar vervoer
In deelgemeente Sint-Joris-Weert ligt het voormalige tramstation Sint-Joris-Weert van de NMVB-Buurtspoorwegen van de provincie Brabant. Het gebouw is buiten gebruik en in verval sinds de sluiting in 1991, het is evenwel beschermd sinds 2005 als monument. De locatie fungeert wel nog als NMBS-stopplaats aan spoorlijn 139 tussen Leuven en Ottignies, aan deze spoorlijn ligt ook het spoorwegstation Oud-Heverlee. Daarnaast verbinden verschillende buslijnen van de vervoersmaatschappijen De Lijn en TEC de gemeente met Leuven, Brussel, Waver, Geldenaken en tal van andere dorpen en gemeenten in de omgeving.

### Wegennet
Oud-Heverlee is gelegen in de nabijheid van de autosnelweg A3/E40 die de gemeente verbindt met onder andere Brussel en Luik. Andere belangrijke wegen zijn de Waversebaan, de Naamsesteenweg (N251 en N25) en de in buurdorp Korbeek-Dijle gelegen Nijvelsebaan (N253).

### Fiets- en wandelpaden
Meerdere fietsroutes lopen door de gemeente, met name de Meerdaalroute, de Dijleland gravelroute en de Brabantse Pijl Cycling Route. Ook zijn er meerdere wandelroutes waaronder de Doode Bemdewandeling, Beleef de valleien van Zuid-Dijleland, Meerdaalwoud: Dikke beukwandeling, Sint-Joris-Weert wandelroute, Blanden-Brise Tout-Beauvechain-Ferme des Biches en 't Pad van Ad.

## Politiek
De gemeenteraad bestaat uit 21 leden met inbegrip van de burgemeester en vijf schepenen. Na net geen 36 jaar burgemeesterschap van Albert Vandezande (Fusiebelangen) (1976-2012) werden in 2012 de politieke kaarten herschud. N-VA won de verkiezingen en vormde samen met CD&V en Groen de coalitie van 2012 tot 2018. De oppositie werd gevormd door Fusiebelangen en sp.a. CD&V kreeg met Adri Daniëls de burgemeesterssjerp gedurende de eerste 4 jaar van de legislatuur, waarna hij werd afgelost door Alexander Binon (N-VA) voor de volgende 2 jaar. In 2018 vonden gemeenteraadsverkiezingen plaats waarbij N-VA opnieuw de grootse werd. Ondanks de overwinning wordt de partij naar de oppositiebanken verwezen. De coalitie bestond nadien uit CD&V, Groen en sp.a-plus. Adri Daniëls (CD&V) was voor de tweede keer burgemeester van 2019 tot 2020. Bart Clerckx (CD&V) nam van hem over als burgemeester in 2021. Open Vld en onafhankelijken die eerder afsplitsten van N-VA vormden in 2023 de politieke lijst PRO OH. Op 14 februari 2024 besloot Groen om met Vooruit en onafhankelijke kandidaten op een gemeenschappelijke lijst, genaamd SAMEN, te staan bij de gemeenteraadsverkiezingen van 2024. Het is enkel een lijst samenwerking; het wordt dus geen nieuwe partij. Op 13 oktober 2024 vonden gemeenteraadsverkiezingen plaats waarbij de gezamenlijke lijst SAMEN de grootste werd. Ondanks de overwinning werd SAMEN naar de oppositiebanken verwezen en vormde CLUB CD&V een coalitie met N-VA en PRO OH. Bart Clerckx blijft burgemeester.

### Voormalige burgemeesters
| Periode | Periode    | Burgemeester                      |
| ------- | ---------- | --------------------------------- |
|         | 1976-2012  | Albert Vandezande (Fusiebelangen) |
|         | 2013–2016  | Adri Daniëls (CD&V)               |
|         | 2017–2018  | Alexander Binon (N-VA)            |
|         | 2019–2020  | Adri Daniëls (CD&V)               |
|         | 2021–heden | Bart Clerckx (CD&V)               |

### 2025–2030

#### Schepencollege
| Functie en bevoegdheden                                                                                               | Naam                   | Partij | Partij    |
| --- | ---------------------- | ------ | --------- |
| Burgemeester Algemeen beleid, veiligheid, openbare werken en mobiliteit, kerkfabrieken                                | Bart Clerckx           |        | CLUB CD&V |
| Eerste schepen Ruimtelijke ordening, personeel, lokale economie                                                       | Francis Van Biesbroeck |        | N-VA      |
| Tweede schepen Patrimonium, financiën, senioren, communicatie en ICT                                                  | Patrice Lemaitre       |        | PRO OH    |
| Derde schepen Onderwijs, sport, woonbeleid, kinderopvang, internationale samenwerking                                 | Katrien Timmermans     |        | CLUB CD&V |
| Vierde schepen Milieu (klimaat en waterbeleid), jeugd, landbouw, gelijke kansenbeleid                                 | Tom Teck               |        | PRO OH    |
| Vijfde schepen Welzijn, cultuur, erfgoed, toerisme, dierenwelzijn, voorzitter bijzonder comité voor de sociale dienst | Tine Eerlingen         |        | N-VA      |

#### Gemeenteraad
De gemeenteraad bestaat uit:
- SAMEN (Groen, Vooruit en onafhankelijken): Mattias Bouckaert, Adinda Claessen, Hanna Van Steenkiste, Jos Rutten, Wim Aertsen
- CLUB CD&V: Bart Clerckx, Katrien Timmermans, Kris Debruyne, Arnout Arts, Annick Minnoye
- N-VA: Francis Van Biesbroeck, Mark Binon, Tine Eerlingen, Maggy Steeno
- PRO OH: Patrice Lemaitre, Tom Teck, Fien Gilias, Jenna Auwerx [33]
- RED OUD-HEVERLEE: Alexander Binon, Jean Louis Vertongen, Sarah Haelterman

Voorzitter gemeenteraad: Kris Debruyne (CLUB CD&V)
Voorzitter VZW De Kouter: Mark Binon (N-VA)
Algemeen directeur: Marijke Pertz

### Resultaten gemeenteraadsverkiezingen sinds 1976
| Partij of kartel     | Partij of kartel                            | 10-10-1976 | 10-10-1976 | 10-10-1982 | 10-10-1982 | 9-10-1988 | 9-10-1988 | 9-10-1994 | 9-10-1994 | 8-10-2000 | 8-10-2000 | 8-10-2006 | 8-10-2006 | 14-10-2012 | 14-10-2012 | 14-10-2018 | 14-10-2018 | 13-10-2024 | 13-10-2024 |
| Stemmen / Zetels     | Stemmen / Zetels                            | %          | 17         | %          | 19         | %         | 19        | %         | 19        | %         | 21        | %         | 21        | %          | 21         | %          | 21         | %          | 21         |
| -------------------- | ------------------------------------------- | ---------- | ---------- | ---------- | ---------- | --------- | --------- | --------- | --------- | --------- | --------- | --------- | --------- | ---------- | ---------- | ---------- | ---------- | ---------- | ---------- |
|                      | SP1/ sp.a2/ sp.a-plus3/ SamenC              | -          |            | 15,871     | 3          | 15,061    | 3         | 19,971    | 3         | 14,981    | 3         | 13,392    | 2         | 10,282     | 2          | 10,53      | 1          | 24,3C      | 5          |
|                      | Agalev1/ NIEUWA/ Groen!2/ SamenC            | -          |            | 8,511      | 1          | 14,671    | 2         | 39,34A    | 8         | 17,251    | 4         | 16,12     | 3         | 16,543     | 3          | 23,53      | 5          | 24,3C      | 5          |
|                      | CVP1/ NIEUWA/ CD&V-N-VAB/ CD&V2/ CLUB CD&V3 | 42,561     | 7          | 27,431     | 5          | 19,971    | 4         | 39,34A    | 8         | 24,451    | 6         | 34,26B    | 7         | 22,682     | 5          | 24,582     | 6          | 24,13      | 5          |
|                      | VU1/ NIEUWA/ VU&ID2/ CD&V-N-VAB/ N-VA3      | 9,811      | 1          | 11,841     | 2          | 13,541    | 2         | 39,34A    | 8         | 5,812     | 0         | 34,26B    | 1         | 24,613     | 6          | 28,413     | 7          | 19,03      | 4          |
|                      | FB761/ Fusiebelangen2/ Open Vld3/ PRO OH4   | 47,621     | 9          | 36,332     | 8          | 36,772    | 8         | 38,962    | 8         | 32,592    | 8         | 36,252    | 8         | 22,872     | 5          | 13,013     | 2          | 17,84      | 4          |
|                      | RED Oud-Heverlee                            | -          |            | -          |            | -         |           | -         |           | -         |           | -         |           | -          |            | -          |            | 14,9       | 3          |
|                      | Leefbaar Oud-Heverlee                       | -          |            | -          |            | -         |           | -         |           | -         |           | -         |           | 3,02       | 0          | -          |            | -          |            |
|                      | Vlaams Blok                                 | -          |            | -          |            | -         |           | -         |           | 4,92      | 0         | -         |           | -          |            | -          |            | -          |            |
|                      | W.O.W.                                      | -          |            | -          |            | -         |           | 1,72      | 0         | -         |           | -         |           | -          |            | -          |            | -          |            |
| Totaal stemmen       | Totaal stemmen                              | 4966       | 4966       | 6125       | 6125       | 6774      | 6774      | 7239      | 7239      | 7544      | 7544      | 7955      | 7955      | 7908       | 7908       | 7959       | 7959       | 6280       | 6280       |
| Opkomst %            | Opkomst %                                   |            |            |            |            | 96,54     | 96,54     | 95,44     | 95,44     | 94,6      | 94,6      | 95,98     | 95,98     | 93,39      | 93,39      | 94,7       | 94,7       | 73,7       | 73,7       |
| Blanco en ongeldig % | Blanco en ongeldig %                        | 1,69       | 1,69       | 2,4        | 2,4        | 3,07      | 3,07      | 3,87      | 3,87      | 3,55      | 3,55      | 4,15      | 4,15      | 2,47       | 2,47       | 2,7        | 2,7        | 0,7        | 0,7        |

De rode cijfers naast de gegevens duiden aan onder welke naam de partijen telkens bij een verkiezing opkwamen.
De zetels van de gevormde coalitie zijn vetjes. De grootste partij is in kleur.

## Onderwijs
De gemeente telt twee basisscholen die behoren tot het gemeentelijk onderwijsnet (OVSG), in Blanden en Haasrode, en twee basisscholen die behoren tot het vrije katholieke onderwijsnet (VSKO), in Oud-Heverlee en Sint-Joris-Weert. Daarnaast heeft de gemeente een Academie voor Muziek en Woord (Academie De Vonk).

## Sport
Voetbalclub Oud-Heverlee Leuven is aangesloten bij de KBVB en is er actief in de eerste klasse A. De club ontstond in 2002 uit een fusie van Stade en Daring Club Leuven en Zwarte Duivels Oud-Heverlee. Vanuit Derde Klasse klom de club op om in 2011 voor het eerst naar de hoogste afdeling te promoveren. Het vrouwenelftal van OHL is actief in Eerste Klasse van het vrouwenvoetbal. De club heeft er zijn trainingsvelden. In de gemeente speelt ook Stormvogels Haasrode, aangesloten bij de KBVB met stamnummer 3892 en actief in de provinciale reeksen.
Andere Oud-Heverleese sportverenigingen zijn de Meerdaalhof ruitervereniging, met een van de grootste maneges van België en Volley Haasrode Leuven. De mannenploeg van deze volleybalclub is actief in de Liga A (en kreeg in 2018 voor het eerst de kans om Europees volleybal te spelen) en de vrouwenploeg in de eredivisie. Daarnaast telt de gemeente drie mountainbikeparcours. Er zijn ook drie bewegwijzerde natuurlopen ( 4,8 km - 7,9 km - 15,2 km) door het Meerdaalwoud met start en aankomst aan de Parking Speelberg (Weertsedreef nr. 25, Sint-Joris-Weert).

## Bekende Oud-Heverleenaren
Bekende personen die geboren of woonachtig zijn of waren in Oud-Heverlee of een andere significante band met de gemeente hebben:
- Luc Appermont, tv-presentator
- Herman Vanden Berghe, baron, professor in de menselijke genetica, oprichter Centrum voor Menselijke Erfelijkheid aan UZ Leuven
- Jean-Jacques Cassiman, professor in de menselijke genetica
- André Delvaux (1926-2002), filmregisseur
- Bart Kaëll, Vlaamse zanger
- Jesse Stroobants, langeafstandsloper
- Marianne Thyssen, voormalig Eurocommissaris (2014-2019), voormalig Europees parlementslid en voormalig voorzitster van CD&V
- Ad Wouters, beeldhouwer 1999-heden, Pad van Ad in het Meerdaalwoud
- An Swartenbroekx, actrice
- Geert van Istendael, auteur, dichter en ex-VRT-journalist

## Afbeeldingen

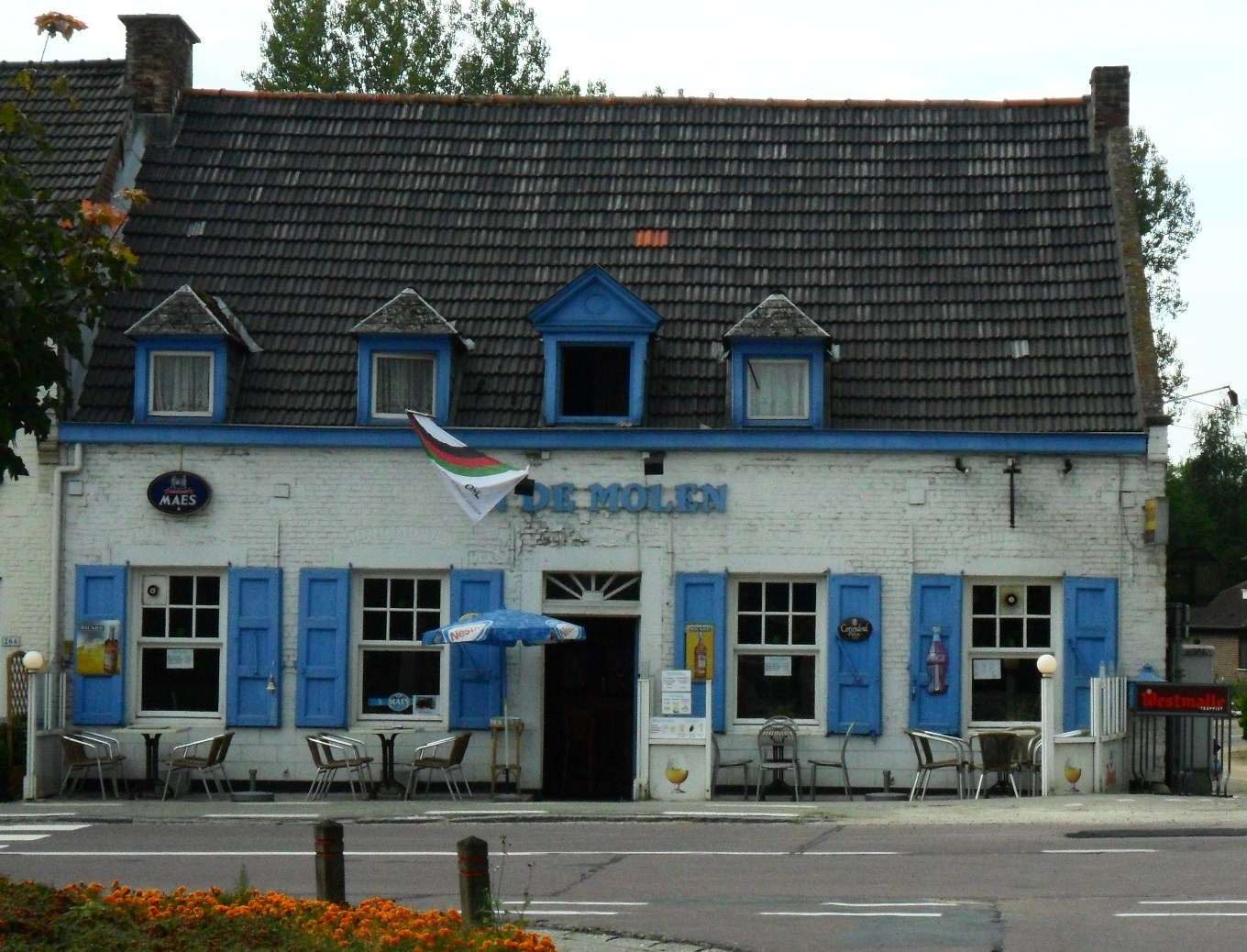
Watermolen
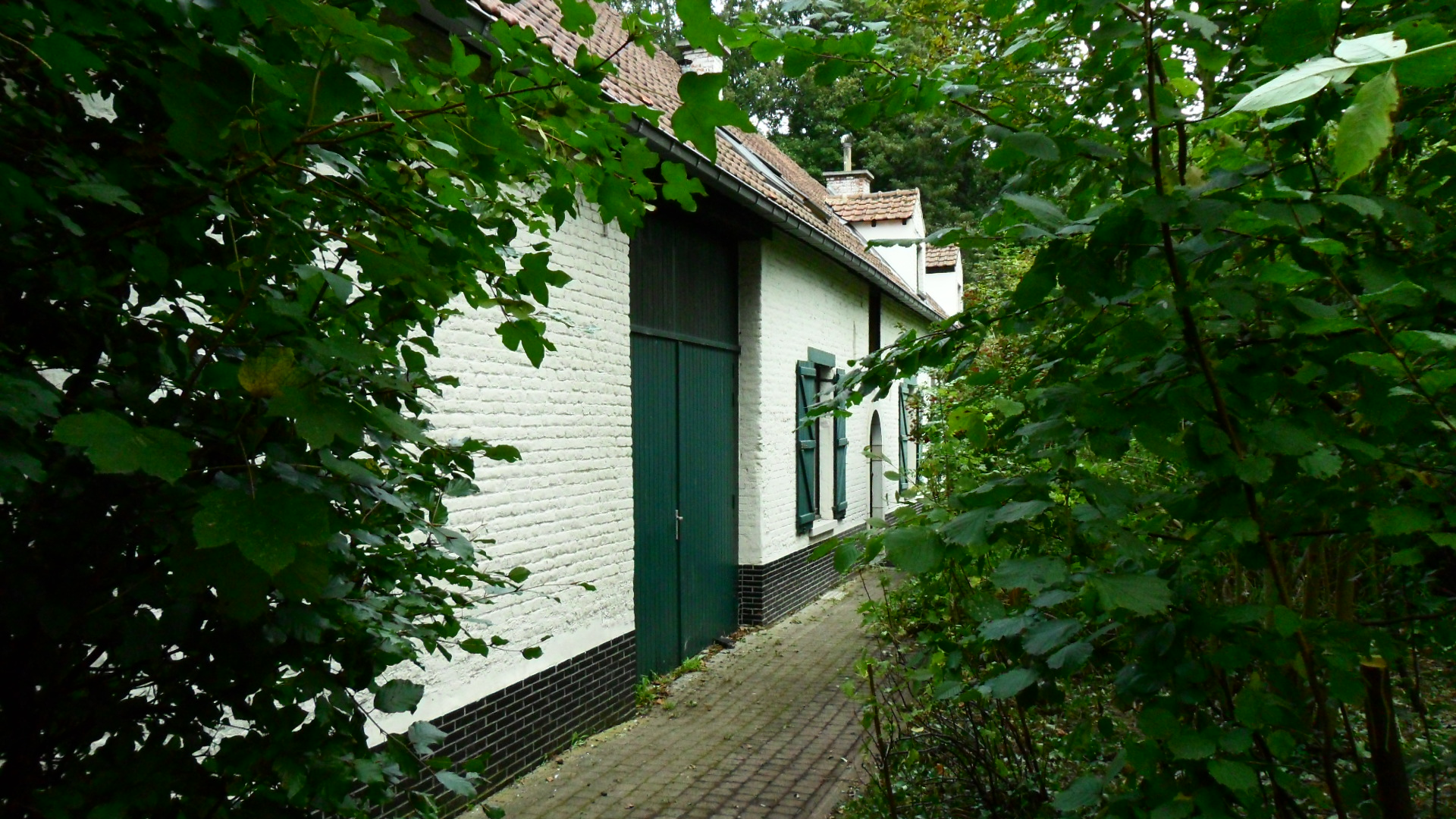
Hoeve
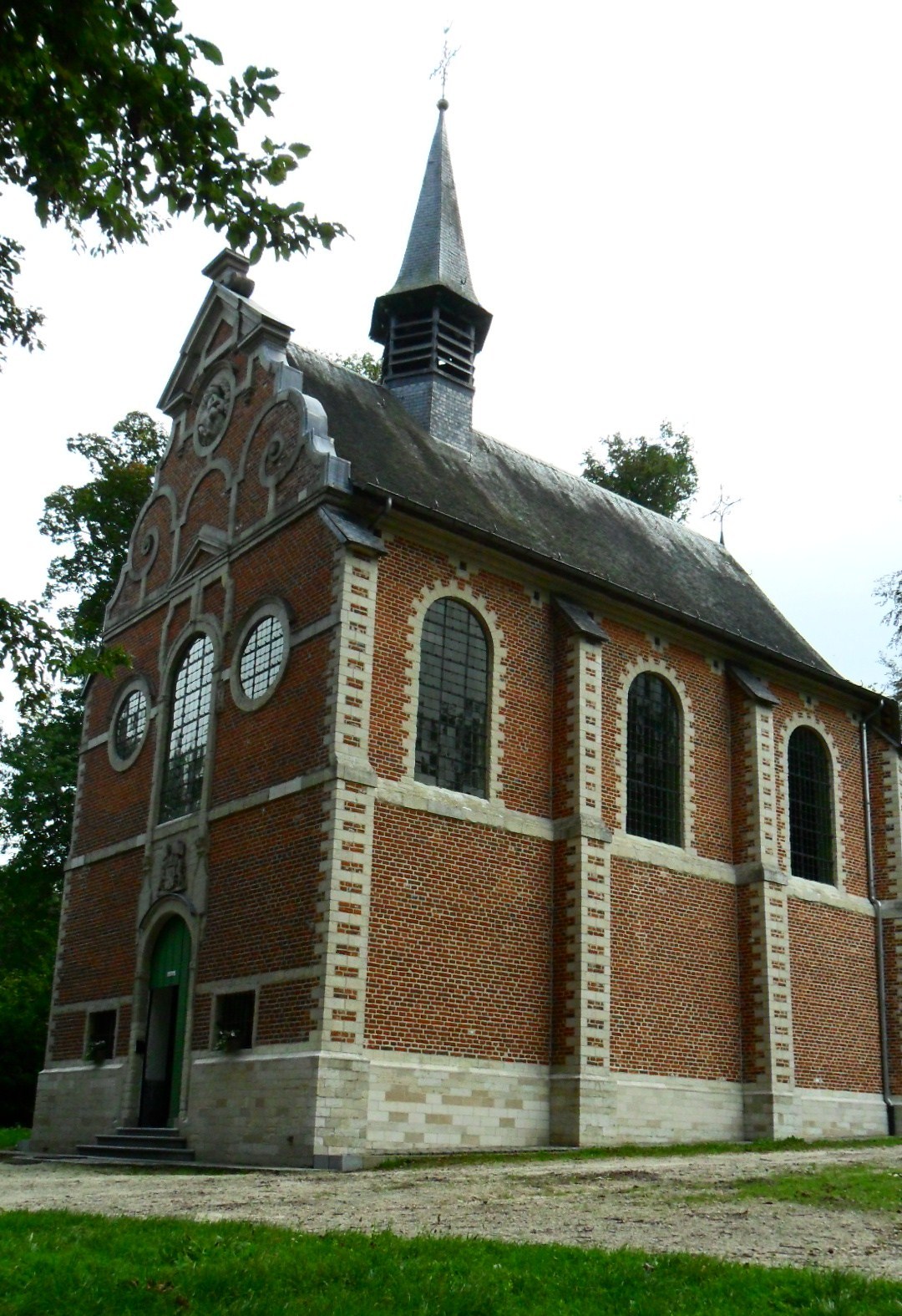
Onze-Lieve-Vrouw van Steenbergenkapel
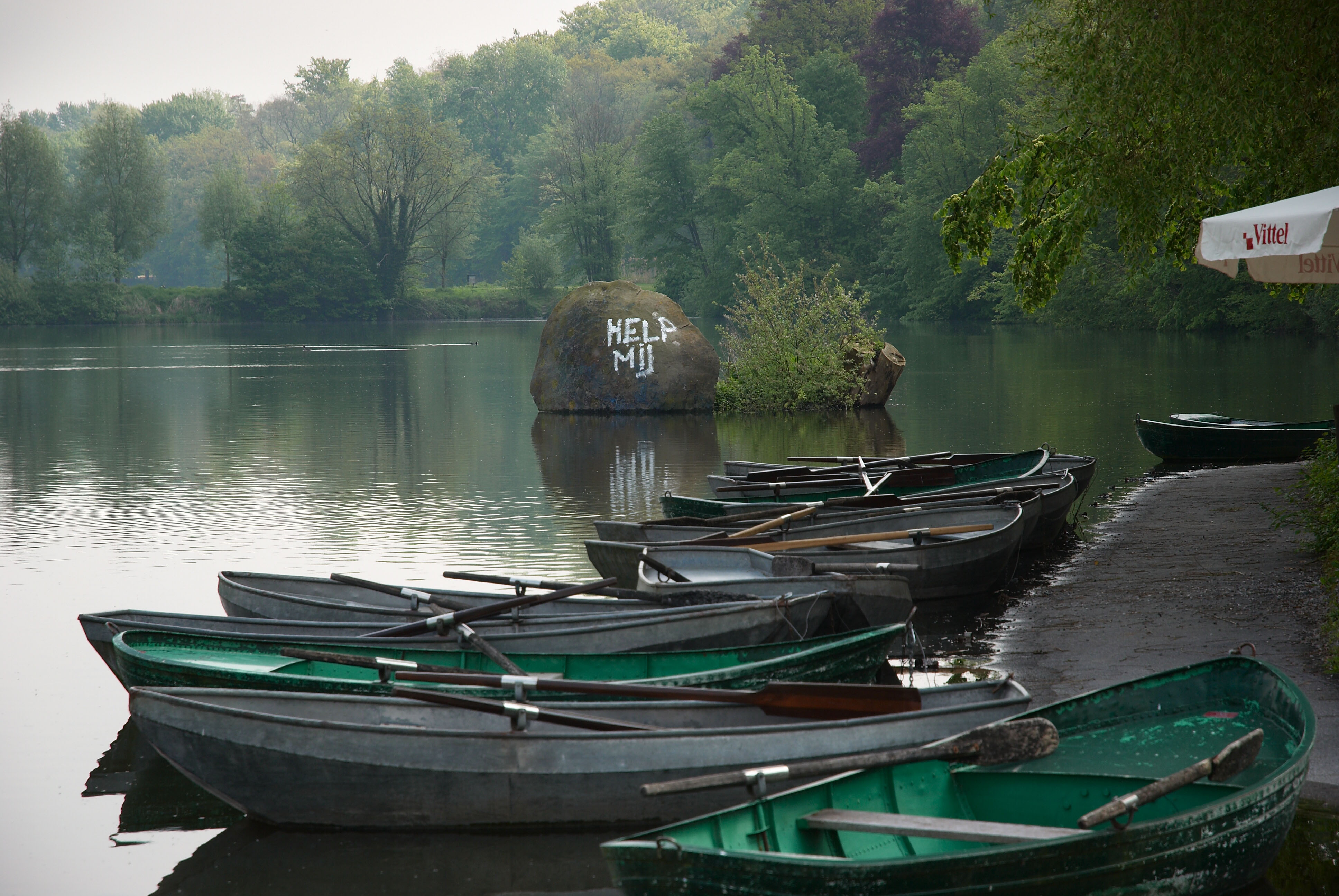
Paddenstoel in Zoet Water
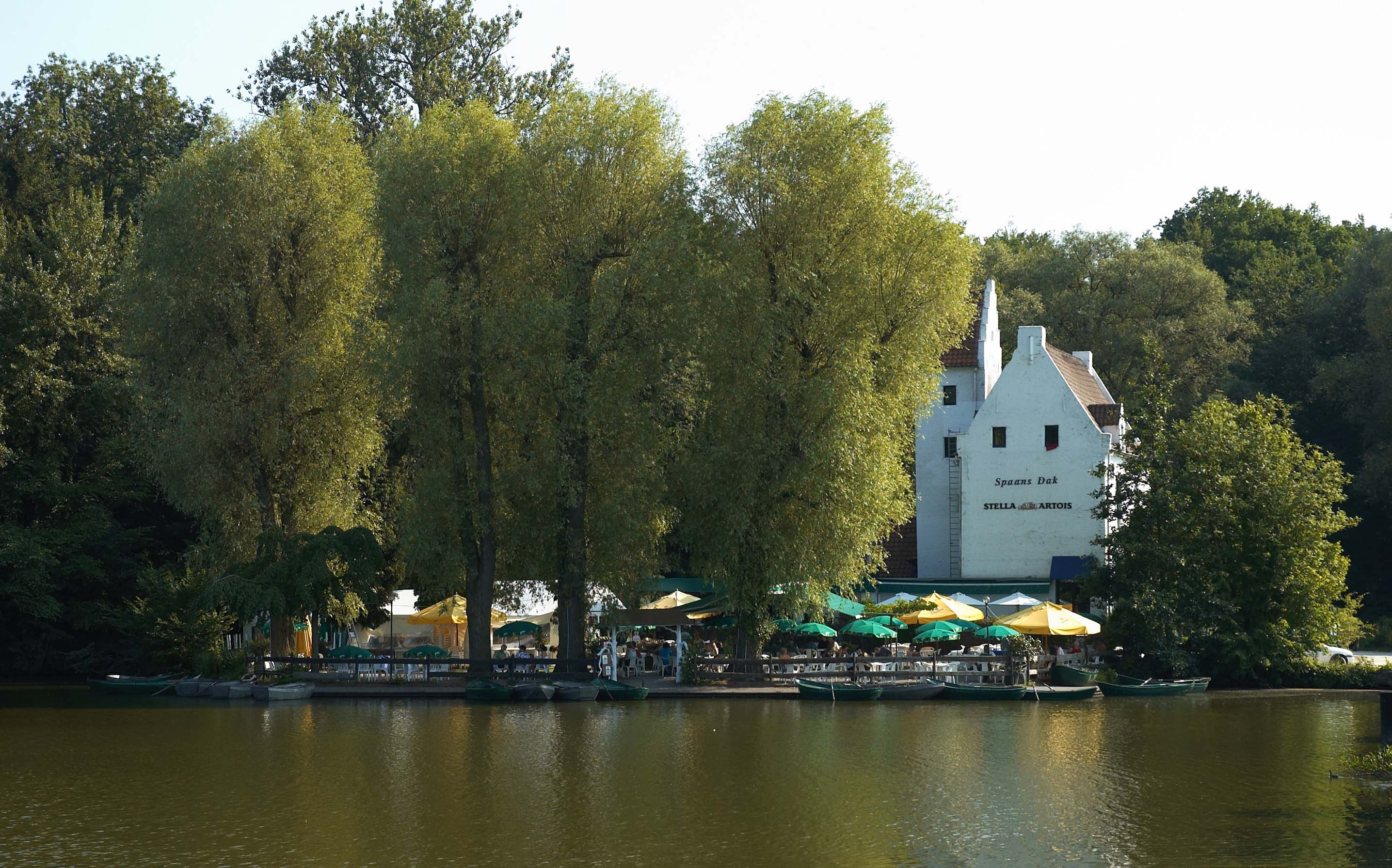
't Spaans Dak
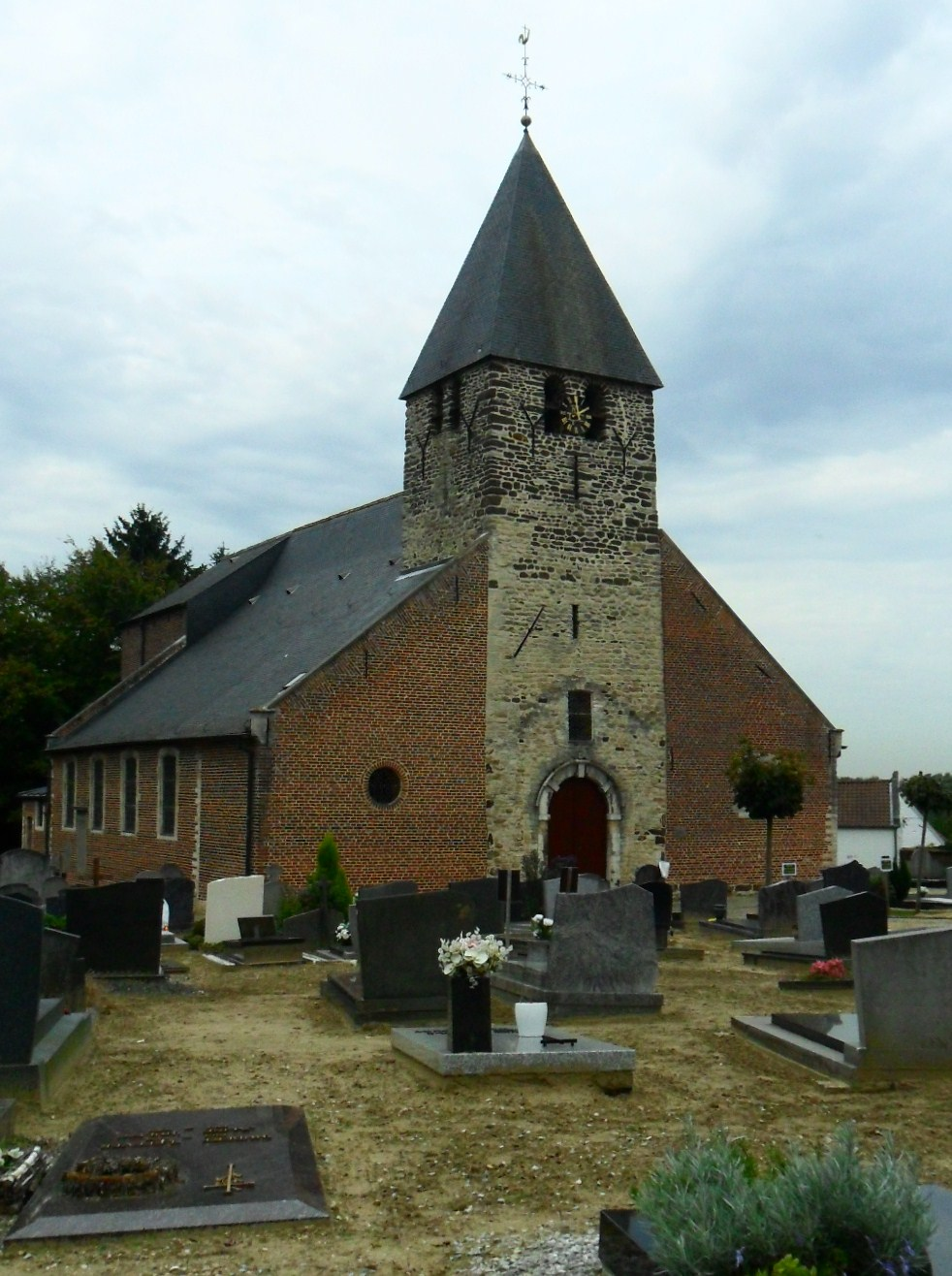
Parochiekerk Sint-Anna
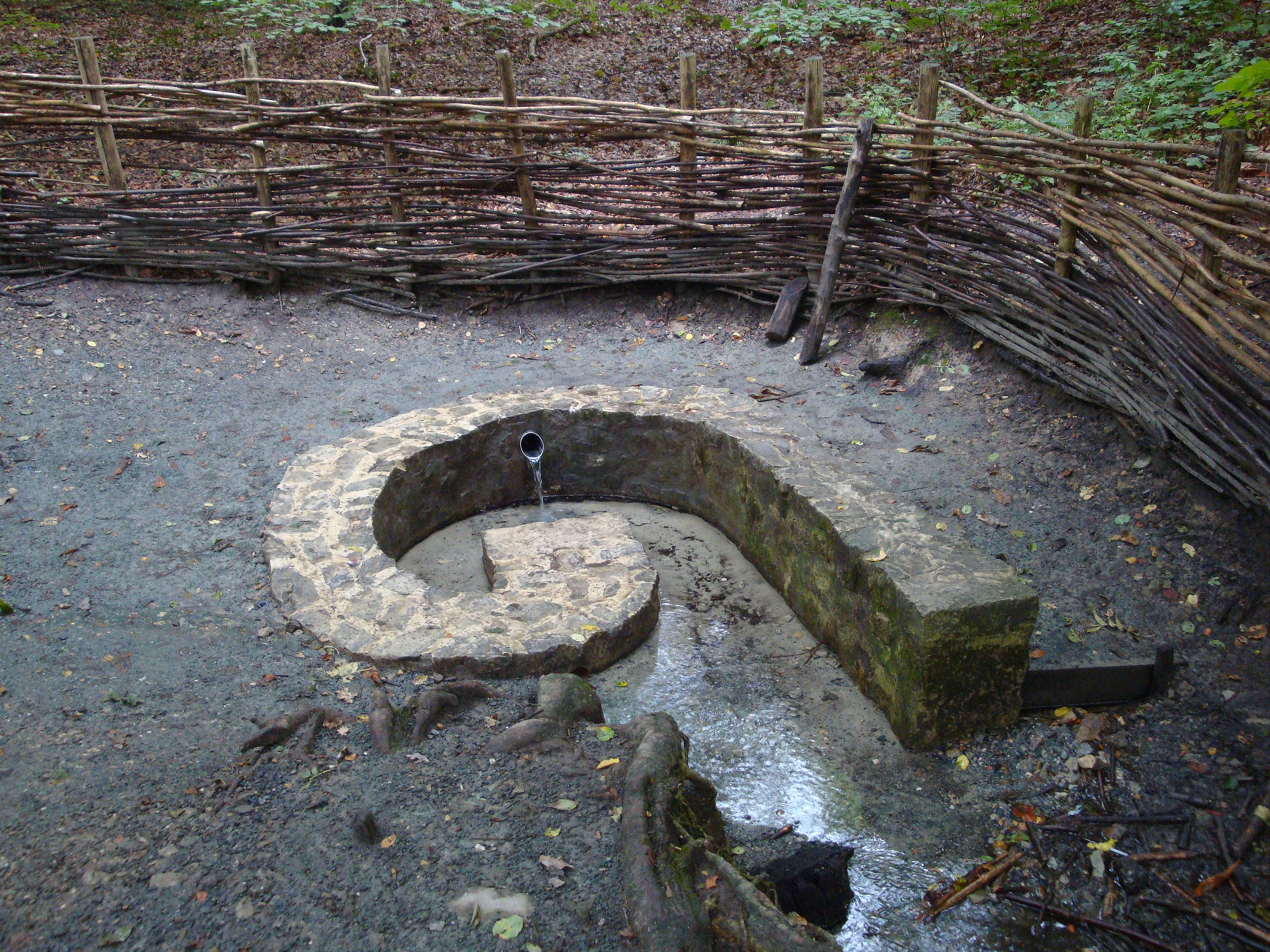
Minnebron in het Heverleebos in Oud-Heverlee

## Nabijgelegen kernen
Vaalbeek, Sint-Joris-Weert, Korbeek-Dijle, Heverlee